# KTM 125 EXC
La 125 EXC est un modèle de motocyclette du constructeur autrichien KTM.

## informations complémentaires
- Graissage par mélange
- Huile de la boîte : 0,7 l Motorex Top Speed 15W50
- Transmission primaire : 22:73
- Transmission finale : 14:42
- Allumage : Kokusan digital 2K-3
- Démarrage : kick
- Boucle arrière de cadre : Aluminium 7020
- Guidon : Magura Aluminium Ø 28/22 mm
- Chaîne : à joints X 5/8 x 1/4" |
- Silencieux : Aluminium
- Garde au sol : 390

Cette moto est très appréciée en enduro car elle peut se piloter suivant les options, comme la plupart des autres 125 enduros avec un permis B après 2 ans ou avec le permis A et A1. Cependant pour être homologuée en permis B sa puissance ne doit pas dépasser 11 kW (15 ch), la version libre développe entre 38 et 41 chevaux. 